# Ben Gordon
Benjamin Ashenafi "Ben" Gordon (Londres, 4 de abril de 1983) é um jogador de basquete, Ala-armador de 1,90 m e 91 kg que atualmente joga pelo Texas Legends na Liga de Desenvolvimento da NBA (NBA D-League).

## Carreira
Nascido em 4 de abril de 1983, em Londres, Inglaterra, Gordon, filho de pais Jamaicanos, estudou na Universidade de Connecticut, onde adotou a dupla nacionalidade (inglesa–americana) e foi escolhido pela equipe do Chicago Bulls como terceiro colocado no draft da NBA 2004.
Com a camisa sete do Bulls, detém o recorde de cestas de três pontos em um jogo do time: nove. O recorde anterior era do lendário Michael Jordan, com sete cestas; e também se tornou o maior pontuador de três pontos de toda história do Bulls, superando nomes como Jordan e Scottie Pippen. Foi eleito também o Sexto Homem da NBA em 2005, prêmio em que ganha o melhor reserva da liga.
Na temporada 2009–10, Gordon foi negociado com o Detroit Pistons, em um acordo envolvendo US$ 55 milhões de dólares.
Foi convocado poucas vezes para a Seleção Inglesa de Basquetebol, uma delas, ao lado do ex-companheiro de Bulls, Luol Deng.